# Rieux (Morbihan)
Rieux é uma comuna francesa na região administrativa da Bretanha, no departamento de Morbihan. Estende-se por uma área de 27,78 km². Em 2010 a comuna tinha 2 929 habitantes (densidade: 105,4 hab./km²).